# Gochnatia mollissima
Gochnatia mollissima là một loài thực vật có hoa trong họ Cúc. Loài này được (Malme) Cabrera mô tả khoa học đầu tiên năm 1950.